# Ласи, Роджер де, барон Понтефракт
Роджер де Ласи (англ. Roger de Lacy; умер в 1211) — английский аристократ, феодальный барон Понтефракта, владевший обширными землями в северных графствах. Участник Третьего крестового похода и войн с Францией. Его сын стал первым графом Линкольн.

## Происхождение и наследство
Изначально Роджер де Ласи был известен как Роджер Фиц-Джон (сын Джона) или Роджер де Лисур. Он был старшим сыном Джона Фиц-Ричарда, барона Холтона, лорда Боуленда и Фламборо, констебля Честера, и его жены Элис де Вер. По мужской линии Роджер приходился внуком Юстасу Фиц-Джону, одному из самых могущественных баронов Северной Англии в эпоху Генриха I, владевшему также землями в Чешире. Бабка Роджера по матери, Альбреда де Лизур, была внучкой Роберта де Ласи — видного англонормандского аристократа, у которого были владения в Йоркшире (в том числе феодальная барония с центром в замке Понтефракт). После смерти бездетного кузена своей бабки по отцу в 1193 году Роджер унаследовал эти земли и принял фамилию де Ласи. За вступление в права наследника он заплатил короне три тысячи марок. При этом замок Понтефракт, конфискованный ещё у Роберта де Ласи, король оставил за собой.

## Биография
Дата рождения Роджера неизвестна. В 1189 году он вместе с отцом присоединился к Ричарду Львиное Сердце в его походе на Иерусалим. Джон Фиц-Ричард умер в Тире, а Роджер позже участвовал в осаде Акры; впрочем, существует мнение, что хронист ошибся и что в Святой земле был только Джон. Ласи унаследовал от отца должность констебля Честера. В 1192 году, когда канцлер поручил Роджеру управлять замками Тикхилл и Ноттингем, тот повесил двух рыцарей, решивших сдать эти крепости брату короля, принцу Джону. Последний в отместку разграбил поместья Ласи. Тем не менее в 1199 году, когда Ричард Львиное Сердце умер, а Джон стал новым королём, Роджер принёс вассальную присягу и с этого времени был в большой милости у монарха. Вскоре после коронации Джона Ласи вместе с другими лордами встретил на границе Вильгельма Шотландского и проводил его до Линкольна, где состоялась встреча двух королей. В том же году Джон передал Роджеру Понтефракт.
В 1201 году де Ласи вместе с Уильямом Маршалом и сотней рыцарей отправился на континент — защищать Нормандию, которой угрожал король Франции Филипп II Август. В 1203 году враги осадили его в крепости Шато-Гайар. Роджер оборонялся восемь месяцев и в итоге был захвачен французами в плен во время их последнего ожесточенного штурма (6 марта 1204 года); это событие означало потерю Плантагенетами всей Нормандии. Он был доставлен в Париж, где с ним обращались весьма уважительно и даже позволяли отлучаться из плена под честное слово. После этого Роджера выкупили из плена за 6 тысяч марок. В благодарность за службу он получил должность верховного шерифа Камберленда, которую занимал до 1209 года. Источники сообщают (без датировок) о том, как Ласи заставил валлийцев снять осаду с замка Рудлан, где оборонялся Ранульф де Блондевиль, 6-й граф Честер: получив от графа просьбу о помощи, Роджер набрал армию из посетителей ярмарки (ремесленников, купцов, менестрелей, нищих, странствующих актёров и акробатов) и эта пёстрая и шумная толпа внушительных размеров так испугала валлийцев, что они бежали без боя. За эту услугу граф Честер даровал Роджеру и его наследникам право осуществлять патронаж над всеми менестрелями Чешира. Ласи частично передал свою привилегию зятю, Хью Даттону. В результате менестрели Чешира сохранили особое положение и не подвергались преследованиям по крайней мере до XVI века.
Роджер де Ласи умер в октябре 1211 или январе 1212 года. В браке с Мод де Клер у него родились двое сыновей, Джон и Роджер. Первый из них, унаследовавший отцовские владения, получил впоследствии титул графа Линкольна.